# صرصورية (فصيلة)
الصرصورية أو بنات وردان أو فصيلة بلاتيدي (الاسم العلمي: Blattidae)، هي فصيلة من رتبة الصرصوريات، تشمل العديد من الصراصير المنزلية الشائعة.